# Jimmy Smet
Pour les articles homonymes, voir Smet.
Jimmy Smet, né le 31 octobre 1977 et décédé le 4 mai 2012, est un joueur de football belge, qui évoluait au poste de défenseur latéral gauche. Il a arrêté sa carrière de footballeur professionnel en 2007, mais en 2009 il décide de remonter sur les terrains au KSK Kallo.
Dans la nuit du 4 au 5 mai 2012, alors qu'il venait de fêter le titre de champion de troisième provinciale avec son club, il met fin à ses jours.